# Petar Selem
Petar Selem (Split, 23. svibnja 1936. – Zagreb, 15. lipnja 2015.) bio je hrvatski povjesničar, književnik, egiptolog, kazališni redatelj, kazališni kritičar (pisao je o scenografiji), esejist, teatrolog, likovni kritičar i glazboslovac.

## Životopis
Petar Selem maturirao je na splitskoj Klasičnoj gimnaziji. Na Faculté des Lettres u Strasbourgu godine 1960. stekao je diplomu visokih studija egiptologije te umjetnosti i civilizacije staroga Bliskog istoka. Na Filozofskom fakultetu u Zagrebu godine 1962. diplomirao je arheologiju, povijest i povijest umjetnosti. Doktorat iz povijesnih znanosti stekao je istom fakultetu godine 1970.
Na Katedri za staru povijest (tada "za opću povijest starog vijeka") Selem je zaposlen od godine 1964. Bio je redoviti profesor, predstojnik Katedre za staru povijest na Odsjeku za povijest i Katedre za povijest umjetnosti staroga vijeka na Odsjeku za povijest umjetnosti. Djelovao je na područjima povijesnih znanosti (povijest, arheologija i povijest umjetnosti), književnosti i scenske umjetnosti. Uspješno je režirao niz drama i opera s antičkim temama.   
Selem je bio zastupnik u Hrvatskome saboru iz redova Hrvatske demokratske zajednice u dva saziva Sabora od 2003. godine.
Kao likovni kritičar je pisao o Jerolimu Miši, Mladenu Veži, Đuri Pulitici i Edi Murtiću.
Bio je i član Društva hrvatskih književnika i Hrvatskog društva dramskih umjetnika te član radnik Matice hrvatske.

## Djela
- Lica bogova
- Putopisi putokazi
- Dodir Talije
- Šum zastora
- Razum i zanos
- Doba režije (prevedena na makedonski)
- Glazboslovlje

## Nagrade i priznanja
Za svoj je rad Petar Selem nagrađen mnogim nagradama i priznanjima, primjerice Nagradom Grada Zagreba, Nagradom hrvatskog glumišta (tri puta), nagradom "Petar Brečić", nagradom Biennala opere u Ljubljani. Odlikovan je i Redom Danice hrvatske s likom Marka Marulića. Dobitnik je Nagrade Ivan Filipović za životno djelo.

## Posljednje počivalište
Petar Selem pokopan je 18. lipnja 2015. godine u 14:45 sati na splitskom groblju Lovrincu.

## Vanjske poveznice
- Selem, Petar Hrvatska enciklopedija. LZMK
- Tko je tko u hrvatskoj znanosti: Petar Selem  Arhivirana inačica izvorne stranice od 4. ožujka 2016. (Wayback Machine)
- [neaktivna poveznica] Petar Selem: Glazboslovlje
- [neaktivna poveznica] Ante Stamać: Selemovo glazboslovlje
- [neaktivna poveznica] Tonko Maroević: Raspon krajnosti, sonda zavičajnosti